# Santa María do Temple
Santa María do Temple és una parròquia situada al nord del municipi (concello en gallec) de Cambre, a la comarca de la Corunya, Galícia. El 2023 tenia 9.483 habitants. La parròquia té set entitats de població.
És l'única parròquia costanera del consistori de Cambre. Es troba davant de la ria de la Corunya per on desemboca el riu Mero. El marge dret del riu pertany a Cambre, fins a aquesta parròquia, i l'esquerre a Culleredo.
Es creu que el topònim provindria de l'Orde del Temple, que s'haurien establert a la localitat.